# Walls of Jericho (album)
Walls of Jericho è il primo album della band power metal tedesca Helloween, pubblicato dalla Noise Records nel 1985.
Quando è stata immessa sul mercato europeo la versione in CD, all'inizio della track-list, è stato inserito il mini-album Helloween e, alla fine, la traccia Judas pubblicata come singolo l'anno successivo all'album.

## Tracce
1. Walls of Jericho – 0:53 (Weikath, Hansen)
2. Ride the Sky – 5:54 (Hansen)
3. Reptile – 3:45 (Weikath)
4. Guardians – 4:20 (Weikath)
5. Phantoms of Death – 6:33 (Hansen)
6. Metal Invaders – 4:08 (testo: Hansen, Weikath – musica: Hansen)
7. Gorgar – 3:57 (testo: Hansen – musica: Hansen, Weikath)
8. Heavy Metal (Is the Law) – 3:51 (Weikath, Hansen)
9. How Many Tears – 7:11 (Weikath)

## Formazione
- Kai Hansen - chitarra e voce
- Michael Weikath - chitarra
- Markus Großkopf - basso
- Ingo Schwichtenberg - batteria